# إدوارد جاكوبس
إدوارد جاكوبس هو عازف تشيلو بلجيكي، ولد في 9 فبراير 1851 في هاله في بلجيكا، وتوفي في 1925 في بروكسل في بلجيكا.